# 董地街道
董地街道，是中华人民共和国贵州省六盤水市水城区下辖的一个街道办事处。
全境总面积94.6平方公里，有耕地面积11500亩，人均0.7亩左右，主产玉米、马岭薯等。
2015年6月4日设立，贵州省人民政府批复同意水城县乡镇行政区划调整，新设置的董地街道辖原董地苗族彝族乡地域，街道办事处驻文阁村。

## 行政区划
董地街道下辖以下地区：
文阁村、大营村、双巢村、穆家寨村、明新村、董地村、中坝村、山锅庄村和大窑村。